# Związek Południowej Afryki na Letnich Igrzyskach Olimpijskich 1948
Związek Południowej Afryki na Letnich Igrzyskach Olimpijskich 1948, reprezentowany był przez 35 sportowców (34 mężczyzn i 1 kobietę). Zawodnicy z ZPA zdobyli 4 medale (2 złote, 1 srebrny i 1 brązowy) − wszystkie w boksie.

## Medaliści

### Złota
- Gerald Dreyer – Boks, waga lekka

- George Hunter – Boks, waga półciężka

### Srebra
- Dennis Shepherd – Boks, waga piórkowa

### Brązy
- John Arthur – Boks, waga ciężka